# کنراد هال
کنراد هال (انگلیسی: Conrad Hall؛ ۲۱ ژوئن ۱۹۲۶ – ۶ ژانویهٔ ۲۰۰۳) یک مدیر فیلم‌برداری اهل ایالات متحده آمریکا بود.

## جوایز
وی ۳ بار برنده جوایزی همچون جایزه اسکار بهترین فیلمبرداری شده است.

## فیلم‌شناسی

### فیلم‌بردار
- جاده‌ای به‌سوی تباهی (۲۰۰۲)
- زیبایی آمریکایی (۱۹۹۹)
- فعالیت مدنی (۱۹۹۸)
- Without Limits (1998)
- Love Affair (1994)
- Searching for Bobby Fischer (1993)
- Jennifer Eight (1992)
- Class Action (۱۹۹۱)
- Tequila Sunrise (۱۹۸۸)
- Black Widow (1987)
- It Happened One Christmas (1977) (TV)
- ماراتن من (۱۹۷۶)
- لبخند (۱۹۷۵)
- The Day of the Locust (۱۹۷۵)
- Catch My Soul (1974)
- Electra Glide in Blue (1973)
- Fat City (۱۹۷۲)
- پایان خوش (۱۹۶۹)
- سه‌گانه (۱۹۶۹)
- Tell Them Willie Boy Is Here (1969)
- بوچ کسیدی و ساندنس کید (۱۹۶۹)
- جهنم در اقیانوس آرام (۱۹۶۸)
- در کمال خونسردی (۱۹۶۷)
- لوک خوش‌دست (۱۹۶۷)
- طلاق به سبک آمریکایی (۱۹۶۷)
- حرفه‌ای‌ها (۱۹۶۶)
- هارپر (۱۹۶۶)
- Morituri (1965)
- جاثوم (۱۹۶۵)
- ترور (1963) (uncredited)